# Тејбор (Ајова)
Тејбор (енгл. Tabor) град је у америчкој савезној држави Ајова. По попису становништва из 2010. у њему је живело 1.040 становника.

## Демографија
Према попису становништва из 2010. у граду је живело 1.040 становника, што је 47 (4,7%) становника више него 2000. године.
| Група             | 2000.       | 2010.         |
| Белци             | 981 (98,8%) | 1.012 (97,3%) |
| Афроамериканци    | 0 (0,0%)    | 7 (0,7%)      |
| Азијати           | 1 (0,1%)    | 3 (0,3%)      |
| Хиспаноамериканци | 8 (0,8%)    | 21 (2,0%)     |
| Укупно            | 993         | 1.040         |